# Leuchtenbirken
Leuchtenbirken ist eine Ortschaft von Wipperfürth im Oberbergischen Kreis im Regierungsbezirk Köln in Nordrhein-Westfalen (Deutschland).

## Lage und Beschreibung
Der Ort liegt im Osten von Wipperfürth auf einem Höhenzug zwischen der Wupper und dem Bach Hönnige. Nachbarorte sind der Wipperfürther Stadtteil Leiersmühle, Voßkuhle, Harhausen, Neuenhaus und Niederwipper. Im Nordosten entspringt der in die Wupper mündende Leuchtenbirker Bach.
Politisch wird die Ortschaft durch den Direktkandidaten des Wahlbezirks 03 (030) nordöstliches Stadtgebiet im Rat der Stadt Wipperfürth vertreten.

## Geschichte
1378 wird der Ort unter der Bezeichnung „Bircken“ erstmals genannt. Aus Unterlagen des Pfarrarchivs von St. Nikolaus Wipperfürth geht hervor, dass ein „Godescalus de Bircken“ zu den Provisoren der Wipperfürther Pfarrkirche gehörte.
Auf der Karte Topographia Ducatus Montani aus dem Jahre 1715 besteht „Bircken“ aus drei Höfen. Die Karte Topographische Aufnahme der Rheinlande von 1825 zeigt unter der Ortsbezeichnung „Birken“ auf umgrenztem Hofraum sieben getrennt voneinander liegende Gebäudegrundrisse. Die Preußische Uraufnahme von 1840 bis 1844 benennt die Ortschaft mit „Lichtenhus Birken“. Ab der topografischen Karte von 1894 bis 1896 lautet der Name Leuchtenbirken.
Von 1910 bis 1960 führte die Bahnstrecke Anschlag–Wipperfürth nördlich der Hofschaft vorbei. Sie zweigte im Bahnhof Wipperfürth von der Wippertalbahn ab und schloss bei Anschlag an die Wuppertalbahn an.

## Busverbindungen
Über die im Nachbarort Leiersmühle gelegene Bushaltestelle der Linien 336 und 338 (VRS/OVAG) ist eine Anbindung an den öffentlichen Personennahverkehr gegeben.